# Rodersdorf
Rodersdorf är en ort och kommun i distriktet Dorneck i kantonen Solothurn, Schweiz. Kommunen har 1 418 invånare (2023).